# Erasmus av Rotterdam
Erasmus av Rotterdam (Desiderius Erasmus, Gerrit Gerrits), född 27 eller 28 oktober troligen år 1466 i Rotterdam, död 12 juli 1536 i Basel, var en nederländsk humanist.
Erasmus sökte förena den kristna tron med antikens bildning. Genom utgivningen av Nya Testamentets grekiska text parallellt med en ny latinsk översättning år 1516 inledde han en ny epok i bibelöversättningens och det vetenskapliga bibelstudiets historia. Hans kritik av kyrkliga missförhållanden och religiös förflackning beredde vägen för reformationen. När Luther angrep viljans frihet kom det dock till en brytning mellan dem. Erasmus eftersträvade reformer inom kyrkan – inte en splittring av den.

## Barndom och uppväxt
Desiderius Erasmus hette från början Gerrit Gerritszoon, eller Herasmus Gerritszoon. Han föddes i Rotterdam den 28 oktober 1466 eller 1469 (Det råder en viss osäkerhet kring hans födelsedatum). Möjligen döptes han som Erasmus efter helgonet som bär detta namn. Trots att han kommit att förknippas med staden Rotterdam levde han där bara fyra år. Den information vi har om hans familj och tidiga liv kommer huvudsakligen från svepande beskrivningar och vaga referenser i Erasmus egna skrifter. 
Med största sannolikhet var Erasmus föräldrar inte lagligen gifta. Hans far, Roger Gerard, blev senare präst i Gouda, och om hans mor vet vi i princip ingenting förutom att hon hette Margaret, hade arbetat som hushållerska hos Roger Gerard, och var dotter till en läkare. Trots att han inte föddes inom äktenskapet togs Erasmus om hand av sina föräldrar fram till deras förtida död i pesten 1483. Därefter erhöll han den bästa utbildning en pojke under denna tid kunde få, i en serie av skolor som styrdes av kyrkan. Här lärdes han att det var viktigt att utveckla ett personligt förhållande till Gud, samtidigt som han kom att vända sig mot de hårda reglerna och stränga undervisningsmetoder som användes.
År 1492 tvingades Erasmus på grund av sina ekonomiska omständigheter att gå i kloster. Han valde att gå in i en Augustinerorden i Steyn där han sedermera prästvigdes vid 25 års ålder. Det förefaller dock inte som om Erasmus verkade som präst någon längre tid, och vissa aspekter av klosterväsendet kom att tillhöra de företeelser Erasmus riktade sina skarpaste attacker mot när han senare ägnade stora delar av sitt liv åt att kämpa för kyrkliga reformer.
När Erasmus kort efter sin prästvigning erbjöds möjligheten att lämna klostret och bli sekreterare åt biskopen av Cambrai, skyndade han sig att ta denna chans. Att han erbjöds tjänsten berodde främst på hans stora verbala skicklighet och hans framstående kunskaper i latin.

## Utbildning

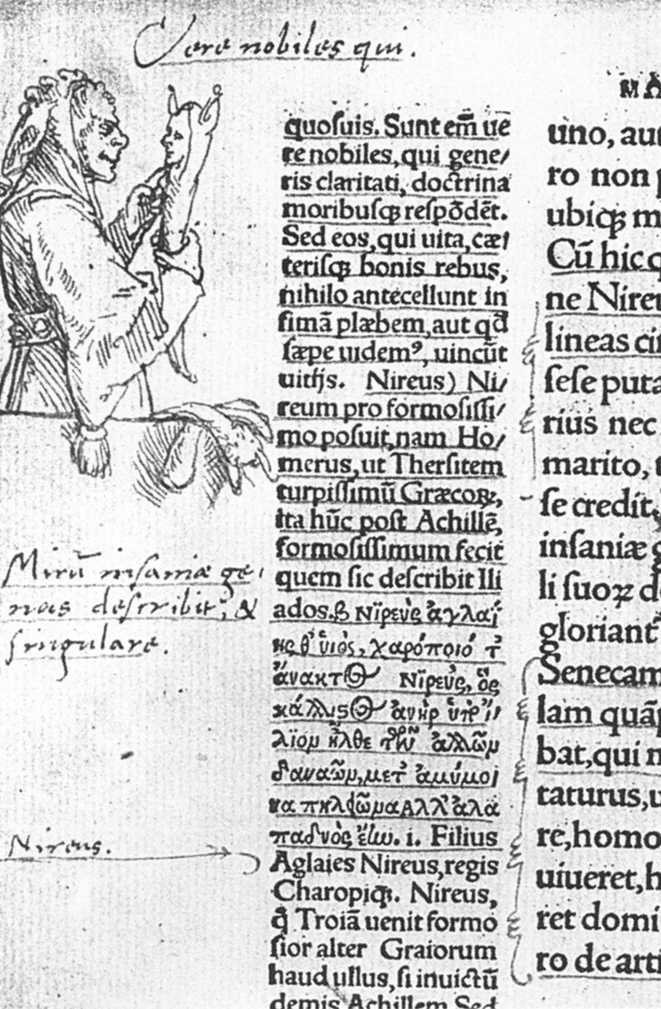
Teckning av Dårskapen i 1515 års upplaga (tryckt av Froben) av Dårskapens lov av Hans Holbein d.y.

År 1495, med biskopens tillåtelse, valde Erasmus att åka till Paris för att studera vid Collège de Montaigu, en del av Paris universitet, som då var ett centrum för tänkare vilka ivrade för utveckling och förändring av kyrkan. Universitetets företrädare hade länge varit anhängare av skolastiken, men vid Erasmus inträde hade redan renässanshumanismen börjat slå igenom.
Erasmus kom senare att resa vidare till bland annat Leuven, England och Basel för att fortsätta sin utbildning. Hans vistelse i England blev betydelsefull då han kom att stifta bekantskap, och i vissa fall inleda en livslång vänskap, med många av de ledande personerna inom den omvälvande förändring av idévärlden och det religiösa livet som ägde rum i England under Henrik VIII: John Colet, Thomas More, John Fisher, Thomas Linacre och William Grocyn. Han undervisade en tid i teologi vid Lady Margaret’s College i Cambridge, och hade, om han velat, kunnat stanna och förbli lärare i England, vilket han dock valde att inte göra.
I England imponerades Erasmus särskilt av Colets studier av Bibeln, som var starkare influerad av de tidiga kyrkofäderna än av den senare skolastiken. Detta ledde till att han, när han lämnade England, valde att studera grekiska så att han skulle kunna läsa Bibeln och studera teologi genom att återvända till äldre källor. Han började även förbereda en nyöversättning av Bibeln från grekiskan. Trots att han ständigt hade ont om pengar lyckades han ägna de närmaste tre åren åt att lära sig grekiska genom att be vänner att skänka honom böcker och medel att betala lärare med. 1506 upptäcktes Lorenzo Vallas Anteckningar om Nya Testamentet vilket föranledde Erasmus att koncentrera sina bibelstudier på Nya Testamentet.
Liksom när han lämnade Cambridge valde Erasmus även fortsättningsvis att undvika att ta anställning vid universiteten, då det var viktigt för honom att vara och framstå som en oberoende forskare. Från 1506 till 1509 var han i Italien och 1506 tog han examen vid universitetet i Turin. Han kom att umgås med till exempel förläggaren Aldus Manutius och naturfilosofen Giulio Camillo i Venedig, men i övrigt var hans samröre med de italienska akademikerna mindre än man kanske kunde ha väntat sig.
När han sedan undervisade vid universitetet i Leuven drog han på sig kritik från de akademiker, asketer och präster som var fientligt inställda till reformer och humanismens tankegods. 1517 stödde Erasmus inrättandet av en institution för studier i latin, hebreiska och grekiska (Collegium Trilingue) som till en början var helt fristående från universitetet. Universitetets teologiska inriktning präglades dock i första hand av den senmedeltida skolastiken och inte av humanismen. Sedan 1490-talet undervisade Adriaan Floriszoon (Florenszoon) Boeyens, (senare påve Hadrianus VI) vid Leuvens universitet. Adriaan Floriszoon Boeyens och Erasmus av Rotterdams teologiska övertygelser harmonierade dock inte med varandra. Den senare påven motarbetade dessutom Luthers idéer från första början och såg därför till att universitetet i Leuven redan år 1519 fördömde Luthers tankar. Detta ledde dock i sin tur till en brytning mellan Erasmus och hans kolleger i Leuven. Erasmus började försvara Luther och lämnade slutligen Leuven, eftersom han ville bevara sin självständighet och undvika att bli indragen i protestskrivelser mot Luther. Erasmus upplevde kritiken mot hans åsikter var som en intellektuell förföljelse och begav istället sig till Basel. Här hade han många vänner och han upplevde även att möjligheterna att studera och uttrycka sig fritt var större. 
I Basel inledde han ett samarbete med förläggaren Johann Froben, och efter att ytterligare ha fördjupat sina kunskaper i latin började han publicera skrifter som avhandlade den tidens stora frågor inom litteratur och religion. I sann renässansanda levde han efter mottot Till källorna, och han använde tidiga källor för att kritisera sin samtids tolkning av religionen. Erasmus förblev alltid den katolska kyrkan trogen, men han inriktade sig på att kritisera de tankegångar och sedvanor inom kyrkan som baserade sig på vad han uppfattade som medeltida vidskepligheter istället för på förnuftet och akademisk läsning av källorna. Hans övertygelse om det rättfärdiga i hans sak innebar att han kände sig fri att öppet och utan att skräda orden kritisera i princip vad som helst och vem som helst. Erasmus kom att bilda navet i en brevväxling mellan mer än femhundra av samtidens främsta tänkare inom filosofi och politik.

## Teologiska verk
Erasmus skrev år 1501 Handbok för den kristne riddaren (Enchiridion militis Christiani). Boken utgavs första gången i tryck 1503 och därefter många gånger både under Erasmus livstid och därefter. Redan i den första utgåvan av Enchiridion kritiserade Erasmus mycket hårt tidens religionsutövning och fromhetsliv. Han  ansåg  att helgonkult och vördnaden för reliker  är uttryck  för  ytlighet och likställer dem med  avgudadyrkan. Varken  i klosterlivet, i vallfärder eller i avlatshandel ser han  en lämplig utövning av den  kristna tron. Istället rekommenderar Erasmus att den troende bör be Herrens bön,  förlåta  sin nästa och försona sig med sina medmänniskor. Drygt femton år innan Martin Luther publicerade sina 95 teser om avlaten formulerade Erasmus en liknande kritik mot den senmedeltida romerska kyrkan. År 1518 utgav Erasmus en ny utgåva av Handbok för den kristne riddaren som innehåller ett företal där han klart och tydligt försvarar Luther. Redan utgåvorna av Erasmus Enchiridion som trycktes före 1518 visar att det fanns en ytterst stark åsiktsgemenskap mellan Erasmus och Luther. Erasmus tillhörde kring år 1520 reformationens förespråkare.
År 1516 publicerade Erasmus en ny, granskad, version av det grekiska Nya Testamentet, med en översättning till latin av honom själv, samt en kommentar till texterna. Erasmus deklarerade att det var viktigt att man bifogade originalversionen till en nyöversättning då det var hans mening att många av de tvister och felaktiga traditioner som uppstått inom kyrkan berodde på dåliga översättningar av bibeln och kyrkofädernas skrifter. Med originaltexten bifogad var en kritisk läsning möjlig. På detta sätt förenade Erasmus även den grekiska och den latinska bibeltraditionen. Verket publicerades under namnet Novum Instrumentum Omne, diligenter ab Erasmo Rot. Recognitum et Emendatum. I den andra utgåvan (1519) ersattes ordet Instrumentum i titeln med det mer välbekanta Testamentum. Det var denna utgåva som sedan kom att användas av Martin Luther då han översatte Nya Testamentet till tyska. Dessa två första utgåvor sålde i närmast otroliga 3 300 exemplar. Den tredje utgåvan som kom 1522 användes av William Tyndale då han översatte Nya Testamentet till engelska. Tyndales översättning publicerades 1526 och kom att bilda underlag för den senare King James Version of the English Bible. Den sista utgåvan Erasmus färdigställde 1535 dedicerade han till påven Leo X. År 1530 trycktes hos Ludwig Dietz i Rostock en utgåva av Erasmus Novum Testamentum som är av intresse för svensk historia, eftersom det existerar en variant  som är prydd med det svenska  riksvapnet. Att en del av upplagan har denna anknytning till Sverige torde vara ett tecken på att en del av den var beställd från en uppdragsgivare i Sverige och avsedd för bokmarknaden i Sverige. Det är dock höljt i dunkel vem det var som  beställde utgåvan och hur många exemplar av denna tryckning som bar träsnittet med riksvapnet. 
I Sileni Alcibiadis (1515) attackerar Erasmus det han uppfattar som irrläror och felaktiga traditioner inom den katolska kyrkan och ivrar för reformer. 1536 publicerade Erasmus sitt sista teologiska verk: De puritate ecclesiae Christianae, där han resonerar kring kristendomens sanna innehåll utifrån psalm 14.

## Övriga verk
Det förefaller som om Erasmus profana skrifter främst tillkommit som ett tidsfördriv, eller underhållande intellektuella övningar.
År 1509 skrev Erasmus det verk som i våra dagar kanske är hans mest välkända: Dårskapens lov. Boken publicerades 1511 och var dedicerad till Erasmus gode vän sir Thomas More. I detta verk driver Erasmus med den katolska kyrkans traditioner och folkliga fördomar. 1516 publicerades Institutio principis Christiani, där Erasmus ger råd om hur en kristen prins bör uppfostras. Verket skrevs till den unge kungen av Spanien som kom att bli kejsare Karl V. Detta verk publicerades alltså 16 år tidigare än Machiavellis Fursten och understryker till skillnad från detta verk att det är viktigare för en furste att vara älskad än fruktad. Erasmus understryker även vikten av akademisk bildning.

## Erasmus, Luther och reformationen

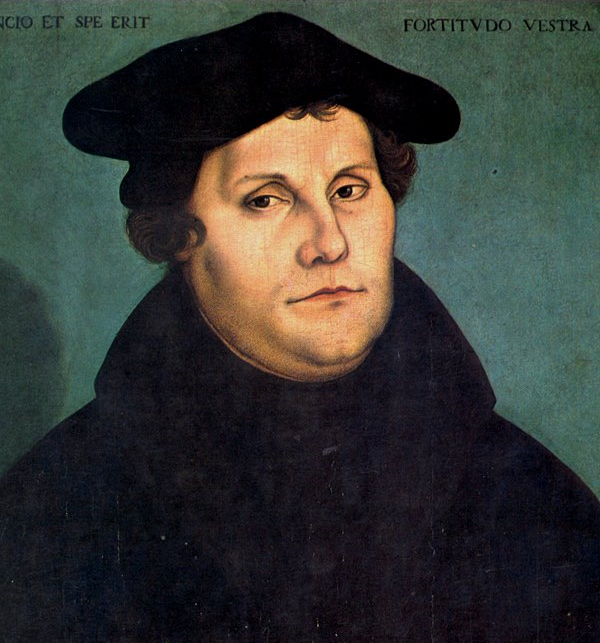
Martin Luther

Erasmus och Luther lärde aldrig känna varandra personligen, men de brevväxlade mer eller mindre offentligt från 1519. De två var inledningsvis överens i sina krav på reformer av kyrkan. Efter hand kom de dock att bli meningsmotståndare kring hur långt dessa reformer skulle drivas, och på vilket sätt. Erasmus eftersträvade alltid reformer inom kyrkan, medan det snart blev uppenbart att Luthers mål var mycket mer revolutionärt. Luther ville att Erasmus tydligt skulle uttala sig för en reformerad kyrka, men detta stred mot både Erasmus intentioner och hans princip att söka stå utanför alla institutioner och partibildningar för att kunna hävda sin ställning som oberoende forskare. Luther hävdade då att Erasmus inställning snarare berodde på feghet. 
Erasmus valde då att i en skrift 1533 öppet ta ställning mot Luther och istället hävda traditionens heliga ställning, så som den uppfattades av den katolska kyrkan. Som en följd av detta kallade Luther Erasmus i ett brev till Nikolaus von Amsdorf för en huggorm, en lögnare och djävulens verktyg.
En av de främsta tvistepunkterna mellan Luther och Erasmus var synen på den fria viljan. Lika bestämt som Luther hävdade att människan inte hade någon fri vilja förklarade Erasmus att den fria viljan existerade, och att möjligheten att göra egna val var nödvändig för människans existens som Guds avbild.
Erasmus och Luther hade dock en likartad syn på sakramenten. När Erasmus hävdade att Kristus var sant och kroppsligen närvarande i nattvarden, var detta en uppfattning som biträddes av Luther, men inte av Calvin.

## Erasmus död
När Basel, där Erasmus bodde, slutgiltigt anammade reformationen 1529, valde Erasmus att flytta. Han slog sig istället ner i den kejserliga staden Freiburg. Under ett besök i Basel 1536 ådrog sig Erasmus dysenteri, som ledde till hans död. Erasmus begravdes i katedralen i Basel, som år 1536 redan hade blivit en evangelisk kyrka. Enligt Erasmus vän Beatus Rhenanus var hans sista ord lieve God, vilket är holländska för Käre Gud.

## Arvet efter Erasmus

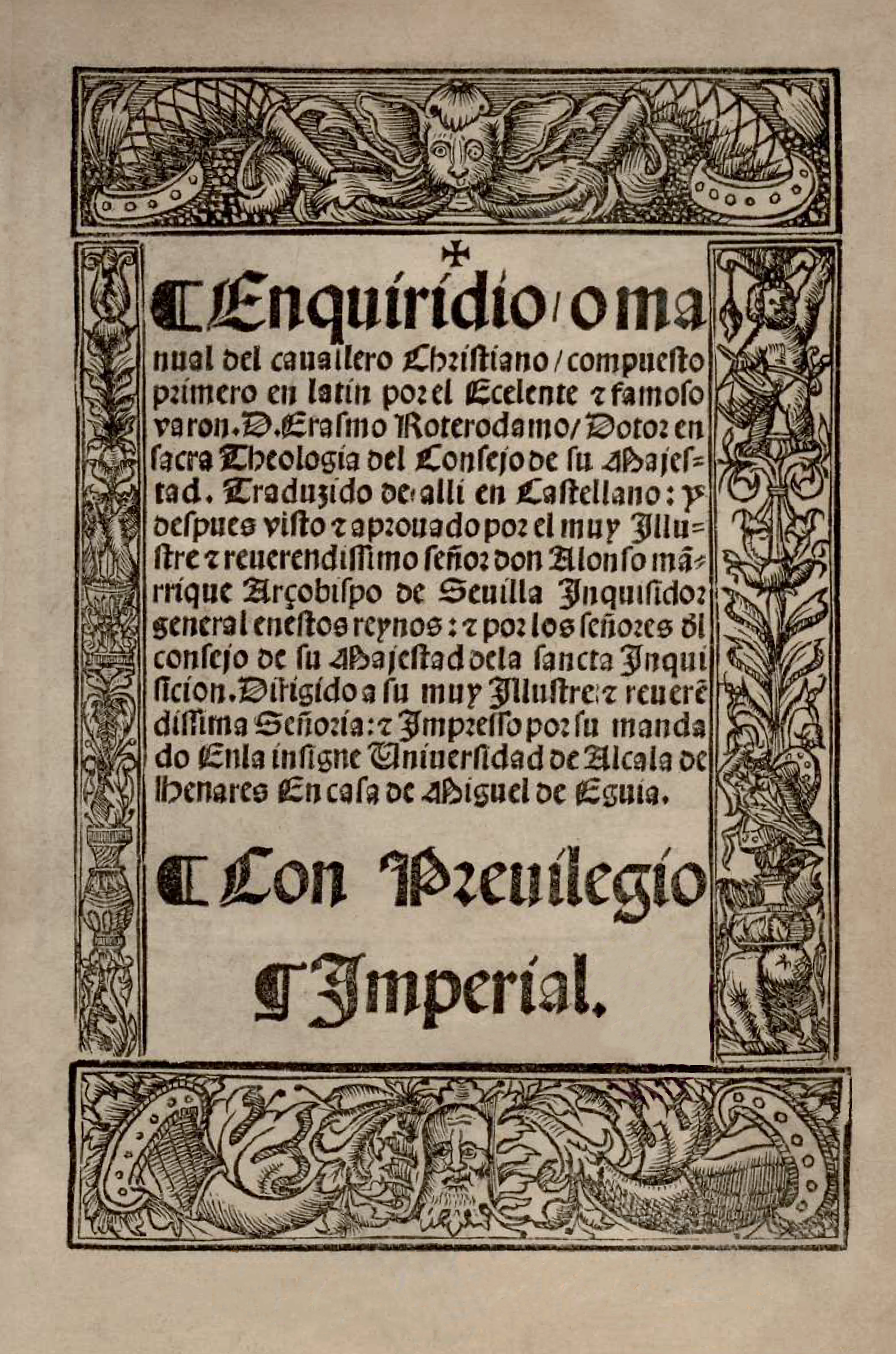
Enchiridion militis Christiani (1503).

Sedan 1500-talet har Erasmus verk översatts och givits ut i nya utgåvor otaliga gånger i de flesta av världens länder. Hans anseende har dock växlat genom historien.
Direkt efter hans död sörjde många humanistiskt intresserade i hela Europa. Den katolska kyrkan anklagade dock Erasmus för att ha sått de tankefrön som ledde till reformationen. Spanjoren Diego López de Zuniga († 1531) hävdade så tidigt som 1520 att Erasmus bibelutgåva skulle vara full av fel och befrämja gudlöshet. Nästan samtidigt började teologerna i Leuven – där Erasmus tidigare hade varit verksam – att inte bara anklaga Erasmus för att vara en anhängare av Luther, utan också för att ha verkat som ett slags ”spökskrivare” för honom. År 1522 brände inkvisitorn i Leuven Erasmus verk Colloquia, som även Sorbonneuniversitetet i Paris fyra år senare fördömde vid sidan av några andra Erasmusskrifter. År 1544, åtta år efter Erasmus död, svartlistade Sorbonne alla hans verk. Från 1540-talet och framåt publicerades runtom i det katolska Europa en lång rad listor över förbjudna böcker, Index librorum prohibitorum. Inkvisitionen i Toulouse listade till exempel år 1548 Erasmus bland de otillåtna författarna. Två år senare följde Spanien efter. Parlamentet i Paris förbjöd 1551 både tryckandet och försäljningen av Erasmus skrifter. Ett år senare fördömde teologer i både Paris och Leuven en lång rad passager i Erasmus arbeten som felaktiga, skandalösa och heretiska. Drottning Maria av Skottland förbjöd 1555 läsandet av Erasmus verk. Påvens Index som hade publicerats 1554/1555 svartlistar flera böcker av Erasmus av Rotterdam. Det index som publicerades 1559 förbjöd allt som någonsin hade kommit ut i Erasmus namn och förtydligar att det även gäller hans bibelkommentarer, annotationer, scholier, brev och översättningar. Bestämmelserna mildrades i senare utgåvor av Index librorum prohibitorum, men fortfarande förblev en lång rad av Erasmus verk förbjudna. Andra fick bara tryckas i ”rensade”, reviderade utgåvor.
Reaktionen mot Erasmus verk drabbade dock inte bara böckerna utan också människorna som ägde Erasmus skrifter eller översatte dem. Den franske Erasmus- och Lutheröversättaren Louis de Berquin (ca 1485–1529) brändes på bål som kättare i Paris 1529. William Tyndale (1484–1536), som hade översatt Erasmus Enchiridion och använt hans utgåva av Nya Testamentet för en engelskspråkig version av Bibeln, gick samma öde till mötes när inkvisitionen i Bryssel 1536 avrättade honom. I Italien ströp kyrkan spridningen av Erasmus tankar med ytterst hårda medel. Censur, konfiskation av böcker och hårda straff, till och med dödsstraff, var vanligt förekommande. Först under och efter 1560-talet började den hårda linjen mot Erasmus humanistiska arv att mjukas upp något. Bland de verk som den katolska kyrkan under 1500-talets senare årtionden i ett index förbjöd finns enbart en del av Erasmus böcker med. Jesuiterna började i undervisningssammanhang använda några av Erasmus verk i delvis censurerad form. Även i sin ursprungliga form kunde Erasmus verk användas vid till exempel jesuitkollegier. Men det var nästan enbart lärosätenas mest betrodda män som hade tillgång till dessa arbeten, eftersom de vanligtvis förvarades i kollegiebibliotekens ”giftskåp”. Oavsett dispyten kring den fria viljan uppskattade reformatorerna humanisten Erasmus vetenskapliga insatser och använde därför ytterst intensivt hans böcker.
Men även Erasmus som  person högaktades. Trots meningsskiljaktigheterna i frågan om viljeläran fortsatte bland annat Philipp Melanchthon att korrespondera med Erasmus. Antagligen på Melanchthons initiativ avbildade målaren Lucas Cranach den yngre på ett epitafium Erasmus tillsammans med  Wittenbergreformatorerna.
De reformerta kom istället att fördöma Erasmus för hans tvist med Luther, och särskilt puritanerna kom att betrakta honom som en vidskeplighetens förkämpe. 
Under upplysningen återupprättades Erasmus rykte, och hans akademiska kritik mot kyrkan, hans satiriska kritik mot fördomar och förtryck och hans litterära förmåga kom åter att uppskattas.

## Utmärkelser
Utbytesprogrammet Erasmus är uppkallat efter Erasmus och flera skolor och universitet är uppkallade efter honom.
Asteroiden 7907 Erasmus är uppkallad efter honom.

## Svenska översättningar
- Dese. Erasmi Roterodami Trogna förmaning til alla christna, att the skole medh aldrastörsta flijt läsa, lära, ähra och wyrda Gudz h. ord och euangelium ... (Vttålkat och vthgångin aff Petro Iohannis Gotho Norcopense, med sinne egna bekåstning, Rostock, 1612)
- Paraklēsis Thet är: een trogen förmaningh till alle christne, at the Gudz helgha och salighgörande ordh, lijka som then alldradyrbaresta skatt i heela werldenne, medh allsomstörsta flijth, läsa, lära, och wyrda skole (översättning Jonas Hambræus, Stockholm, 1620)
- Liber aureus de civilitate morum puerilium: thet ähr: En gyldenne book, om vnga personers sedhers höffweligheet (översättning Jonas Hambræus, Stockholm, 1620). Ny uppl. Sällskapet Bokvännerna, 1960
- En christelig furstes uptuchtelse uti wissa reglor och läre-puncter förestäld (Institutio principis christiani) (översättning Gustaf Cronhielm, Stockholm, 1721)
- Dårskapens låf och beröm ... (Encomium moriæ) (översättning Samuel Paulson Lundberg, Stockholm, 1728)
- Förtroliga samtal (översättning E. Weer (dvs. Ellen Wester), Geber, 1910)
- Erasmi De civilitate samt Matthiaes Ratio och Libellus: i översättning och urval utgivna till Riddarhusskolans 300-årsjubileum (Föreningen för svensk undervisningshistoria, 1926)
- Dårskapens lov (Encomium moriæ) (översättning Sven Rosén, Björck & Börjesson, 1935)
- Dårskapens lov (Encomium moriæ) (översättning Michael Nordberg, Artos, 2012)
- Om den fria viljan. (översättning Lars Nyberg, förord Anders Piltz) Artos 2017